# سیارک ۱۵۵۶۶
سیارک ۱۵۵۶۶ (به انگلیسی: 15566 Elizabethbaker، نامگذاری:2000GD50) پانزده هزار و پانصد و شصت و ششمین سیارک کشف شده‌است که در ۵ آوریل ۲۰۰۰ کشف شد.
قدر مطلق سیارک برابر ۱۱.۲ است.